# Pavke
Pavke ali timpani so glasbilo iz družine tolkal, narejeno iz opne oz. membrane, napete preko polkrožnega trupa s pomočjo napenjalnega obroča in vijakov. Njihov premer je lahko 40, 50, 60 ali 70 cm. Nekatere pavke imajo še kolesca in pedala. Opna je iz ustrojene kože ali umetne snovi, polkrožni trup pa iz medenine ali bakra. Nanje se igra s palicami. Glasbenik, ki igra na pavke, je pavkist ali timpanist.